# 此心安处
《此心安处》（英語：Here）是2024年上映的美国剧情片，由羅拔·湛米基斯执导，泽米基斯与艾瑞克·羅斯共同编剧，改编自理查德·麦奎尔的视觉小说《这里》，聚焦同一房间生活的人为中心，讲述他们过去及未来的故事。电影由汤姆·汉克斯、羅蘋·萊特、保羅·彼特尼、凱莉·雷利和米雪·道克利主演，是汤姆·汉克斯与羅蘋·萊特以及羅拔·湛米基斯與艾瑞克·羅斯自1994年电影《阿甘正传》进行合作后，时隔30年再聚首。
电影2024年10月25日在AFI影展首映，11月1日在美國各影院上映，由索尼影业发行旗下的三星影业负责发行。

## 演员
- 汤姆·汉克斯飾演李察·楊（Richard Young）
- 羅蘋·萊特飾演瑪格麗特·楊（Margaret Young）
- 保羅·彼特尼飾演艾爾·楊（Al Young）
- 凱莉·雷利飾演蘿絲·楊（Rose Young）
- 米歇尔·道克瑞飾演哈特夫人（Mrs Harter）
- 格威利姆·李（英语：Gwilym Lee）飾演約翰·哈特（John Harter）
- 奧菲利亞·拉維邦德飾演史黛拉·比克曼（Stella Beekman）
- 大衛·菲恩（英语：David Fynn）飾演利奧（Leo）
- 蕾絲莉·辛密克斯（Leslie Zemeckis）飾演伊莉莎白·富蘭克林（Elizabeth Franklin）
- 莉莉·艾斯佩（英语：Lilly Aspell）飾演貝黛妮（Bethany）

## 制作
2022年2月，理查德·麦奎尔漫画作品《这里》的电影改编项目正式公布。电影由普雷通公司和ImageMovers制片，艾瑞克·羅斯编剧，羅拔·湛米基斯执导，汤姆·汉克斯主演。在当年5月的戛纳电影市场上，羅蘋·萊特宣布加盟剧组，米拉麥克斯影業加盟制片团队，成为电影的主要投资方及海外发行代理，美国发行权则由索尼影业发行买下。同年9月，保羅·彼特尼和凱莉·雷利加盟剧组。2023年2月，导演的妻子莱丝莉·泽米基斯加盟剧组。4月，米雪·道克利和格威林·李加盟。
制片工作原定于2022年9月启动，后来延至2023年1月在伦敦松林制片厂启动。电影采用人工智能技术形而上Live（Metaphysic Live）实时生成演员的减龄图像。

## 发行
电影于2024年10月25日在AFI影展首映。本片2024年11月1日在美國各影院上映，由索尼影业发行旗下的三星影业负责发行。原定2024年11月15日在洛杉磯和紐約全球首映，2024年11月22日在美國有限上映，2024年11月27日擴大上映。